# Battling Levinsky
Battling Levinsky, de son vrai nom Barney Lebrowitz, est un boxeur américain né le 10 juin 1891 à Philadelphie, Pennsylvanie, et mort le 12 février 1949. Il est connu pour avoir été champion du monde des poids mi-lourds de 1916 à 1920.

## Carrière
Il devient champion du monde des poids mi-lourds le 24 octobre 1916 en battant aux points Jack Dillon puis conserve sa ceinture jusqu'au 12 octobre 1920, date à laquelle il est mis KO au 4e round par Georges Carpentier.

## Distinction
- Battling Levinsky est membre de l'International Boxing Hall of Fame depuis 2000[2].